# 소녀A
〈소녀A〉(일본어: 少女A 쇼조에[*])은 일본의 여가수 나카모리 아키나(中森明菜)의 두 번째 싱글로 1982년 7월 28일에 발매되었다. (EP: L-1616) 작사는 우리노 마사오(売野雅勇)가, 작곡은 세리자와 히로아키(芹澤廣明)가, 편곡은 하기타 미츠오(萩田光雄)가 담당하였고 불량청소년 노선을 개척한 그녀의 대표곡 중 하나이다.
B사이드곡은 〈꿈풀이〉(夢判断 유메한단[*])로, 작사는 나카자토 츠즈루(中里綴), 작곡은 미무로 노보루(三室のぼる), 편곡은 역시 하기타 미츠오가 도맡았다.

## 배경과 차트 성적
〈소녀A〉는 1982년 7월 28일 EP 싱글 레코드판으로 처음 출시되었다. 원래 이 곡은 나카모리가 부를 곡이 아니었다. 우리노 마사오와 세리자와 히로아키는 본래 사와다 겐지에게 〈로리타〉라는 제목으로 줄 곡이었으나 기획이 무산되었고 남성향의 가사를 여성향으로 바꾸어 당시 신인 가수인 나카모리에게 주었다. 그러나 나카모리는 지나치게 당돌한 가사를 마음에 들지 않는다고 작사가인 우리노 마사오에게 건의했고, 곡을 처음에 받을 때만 하더라도 그녀는 레코딩 작업을 한사코 거부하였다. 그러나 스태프들의 만류로 생각을 바꾸어 녹음을 진행하게 되었다. 전작인 〈슬로우 모션〉의 차트 부진과 달리 이 곡은 서서히 인기를 얻기 시작하여 같은 해 9월 16일 TBS의 심야 음악방송 프로그램 《더 베스트텐》(ザ・ベストテン)에 처음으로 출연하였고 이어서 후지 테레비의《밤의 히트 스튜디오》(夜のヒットスタジオ)에도 출연하였다. 가수 본인에게도 처음으로 음악방송 프로그램을 나가게 해준 곡이었으나 정작 나카모리는 이 곡을 좋아하지 않는다고 밝혔다. 그러나 자신의 대표곡 중 하나인만큼 여러 콘서트에서는 여전히 자주 부르고 있는 곡이다. 《더 베스트텐》에 출연한 이후 최고순위 3위를 달성하였다. 1982년 8월 9일에 오리콘 주간 싱글 차트에 40위로 올라왔으나, 같은해 10월 18일에 동 차트에서 최고 순위 5위를 기록하였다. 이어 오리콘 연간 차트에는 34위를 차지하여 총 39만 5천장의 판매량을 기록하였다.

## 평가 및 반응
음악전문 웹사이트인 CD 저널에서는 이 곡이 사잔 오루 스타즈의 곡에서 착안하여 결과적으로는 당시의 음악에 영향을 주었다고 평하였다.  또한 나카모리의 가창력에 대해서는 불량스럽고도 슬픈 듯한 보컬에 마음이 흔들릴 곡이라면서 이 곡으로 나카모리 아키나의 아이돌 가수로서의 입지를 더욱 공고히 하였다라고 평가하였다.
이듬해인 1983년, 가수 사츠키 미도리(五月みどり)가 발표한 노래 〈숙녀B〉(熟女B)는 바로 이 〈소녀A〉의 패러디송임이 니혼 테레비의 프로그램 《슷키리》에서 공개되었다.

## 수록곡
| #            | 제목                   | 작사            | 작곡              | 편곡          | 재생 시간 |
| ------------ | ---------------------- | --------------- | ----------------- | ------------- | --------- |
| 1.           | 〈〈소녀A〉(少女A)〉   | 우리노 마사오   | 세리자와 히로아키 | 하기타 미츠오 | 3:34      |
| 2.           | 〈〈꿈풀이〉(夢判断)〉 | 나카자토 츠즈루 | 미무로 노보루     | 하기타 미츠오 | 3:27      |
| 총 재생 시간 | 총 재생 시간           | 총 재생 시간    | 총 재생 시간      | 총 재생 시간  | 7:01      |

## 수상
- 제8회 니혼 테레비 음악제 - 신인상
- '82 KBC 신인가요음악제 - 신인상
- 제9회 ABC 가요신인 그랑프리 - 은상
- 제12회 긴자음악제 - 전문심사위원 장려상
- 제15회 신주쿠 음악제 - 심사위원 특별장려상
- 제9회 요코하마 음악제 - 최우수신인상
- '82 당신이 선정한 전일본가요음악제 - 신인장려상
- 제13회 일본가요대상 - 방송음악신인부문 연맹상
- 제15회 일본유선대상 - 신인상
- 제15회 전일본유선방송대상 (연간) - 신인상
- 제11회 FNS 가요제 - 우수신인상

## 발매 일정
| 버전               | 일정             | 레이블         | 포맷               |
| ------------------ | ---------------- | -------------- | ------------------ |
| 〈소녀A〉          | 1982년 7월 28일  | 워너 뮤직 재팬 | EP (L-1616)        |
| 〈소녀A〉 (재발매) | 1988년 7월 25일  | 워너 뮤직 재팬 | 8cmCD (10SL-131)   |
| 〈소녀A〉 (재발매) | 1988년 12월 21일 | 워너 뮤직 재팬 | CT (10L5-4041)     |
| 〈소녀A〉 (재발매) | 1998년 11월 26일 | 워너 뮤직 재팬 | 12cmCD (WPC6-8659) |
| 〈소녀A〉 (재발매) | 2008년 11월 12일 | 워너 뮤직 재팬 | 디지털 다운로드    |